# Michel-Jean Amelot de Gournay
Pour les articles homonymes, voir Amelot et Famille Amelot.
Michel-Jean Amelot, marquis de Gournay, baron de Brunelle, né en 1655 et mort le 21 juin 1724,, est un magistrat et diplomate français.

## Biographie
Issu d'une famille d'avocats au Parlement de Paris originaire de l'Orléanais et établie depuis le règne de François Ier, Michel Amelot de Gournay est le neveu de Mgr Michel Amelot de Gournay.
Il est successivement Conseiller au parlement de Paris (1674), maître des requêtes (1677), ambassadeur à Venise (1682), à Lisbonne (1685), en Suisse (de 1688 à 1697), en Espagne (1705 à 1709). Catherine de Watteville obtient des informations du maire de Berne sur les intentions du conseil bernois et les passe à Michel-Jean Amelot de Gournay alors ambassadeur en Suisse. Il paiera également pour ses frais d'avocat lorsque celle-ci sera emprisonnée.
Il exerça la charge de directeur du conseil du Commerce en 1699, puis sous la Régence, de décembre 1715 à 1718.
Il épouse le 7 juin 1679, Paroisse Saint-Jacques du Haut-Pas, la fille de Nicolas le Pelletier, seigneur de la Houssaie, maître des requêtes ordinaire de l’hôtel du Roi, et de Catherine le Picart de Perigny, et sœur de Félix Le Peletier de La Houssaye, Catherine le Pelletier de la Houssaie, qui meurt le 16 mai 1703, à 43 ans. Ils sont les parents de :
- Michel (1679-1730), marquis de Gournay, conseiller au Grand Conseil, puis président à mortier au Parlement de Paris, gendre de Noël Danycan de l'Épine et beau-père de Joseph-Antoine Crozat
- Ours-Victor (1691-1707)
- Marie-Anne (1692-1741), mariée à Henri de Saulx de Tavannes.

Il achète en 1713 l'hôtel que Germain Boffrand est en train de construire rue Saint-Dominique à Paris, qui porte aujourd'hui encore le nom d'hôtel Amelot de Gournay.